# Sekst
Sekst er intervallet fra den første til den sjette tone i en diatonisk skala. Der findes to forskellige sekster, kaldet lille sekst og stor sekst. Hvis afstanden er en lille sekst svarer det til 8 halvtoner, mens en stor sekst svarer til 9 halvtoner.
En opadgående stor sekst kan for eksempel gå fra c1 til a1:
En opadgående lille sekst kan for eksempel gå fra c1 til a♭1:
Det umiddelbare mindre diatoniske interval kaldes en kvint, mens det større kaldes en septim.